# Municipio XI
Municipio XI is een stadsdeel met ongeveer 135.000 inwoners in het zuidoosten van de stad Rome.

## Onderverdeling
Ostiense, Valco San Paolo, Garbatella, Navigatori, Tor Marancia, Tre fontane, Grottaperfetta, Appia Antica Nord, Appia Antica Sud